# Calamotropha sienkiewiczi
Calamotropha sienkiewiczi (лат.) — вид бабочек рода Calamotropha из семейства огнёвок-травянок (Crambidae). Китай (Аньхой, Чунцин, Фуцзянь, Ганьсу, Гуандун, Гуанси, Гуйчжоу, Хубэй, Хунань, Цзянсу, Сычуань, Шанхай, Чжэцзян).

## Описание
Молевидные бабочки средних размеров. Размах крыльев взрослой особи 18,0—25,0 мм. Calamotropha sienkiewiczi диагностируется по белому переднему крылу с оранжево-жёлтой медиальной фасцией с желтовато-коричневыми крапинками на костальном крае и посередине соответственно, и жёлтому терминальному краю с четырьмя чёрными точками на задних 2/5; в гениталиях самца — по прямоугольной вальве с двумя узкими склеритами апикально и с узкой складкой, простирающейся от основания до вершины над вентральным краем, и везике с двумя наборами из 19—20 шиповидных корнути. Этот вид сходен с C. bleszynskii и C. parvispina. Вид C. sienkiewiczi был описан в 1961 году польским энтомологом Stanisław Błeszyński (1927—1969).